# Lưu Dung

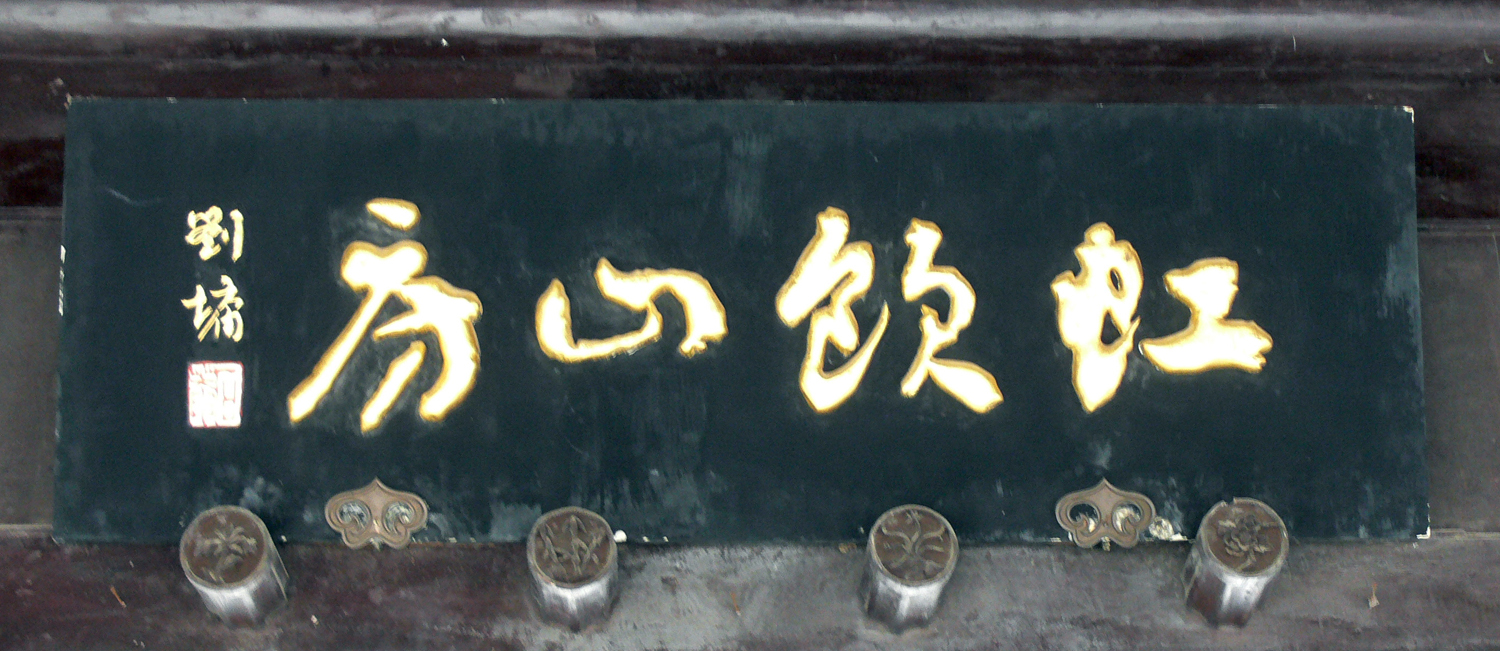
Bốn chữ Hồng ẩm sơn phòng do Lưu Dung viết theo lối thư pháp

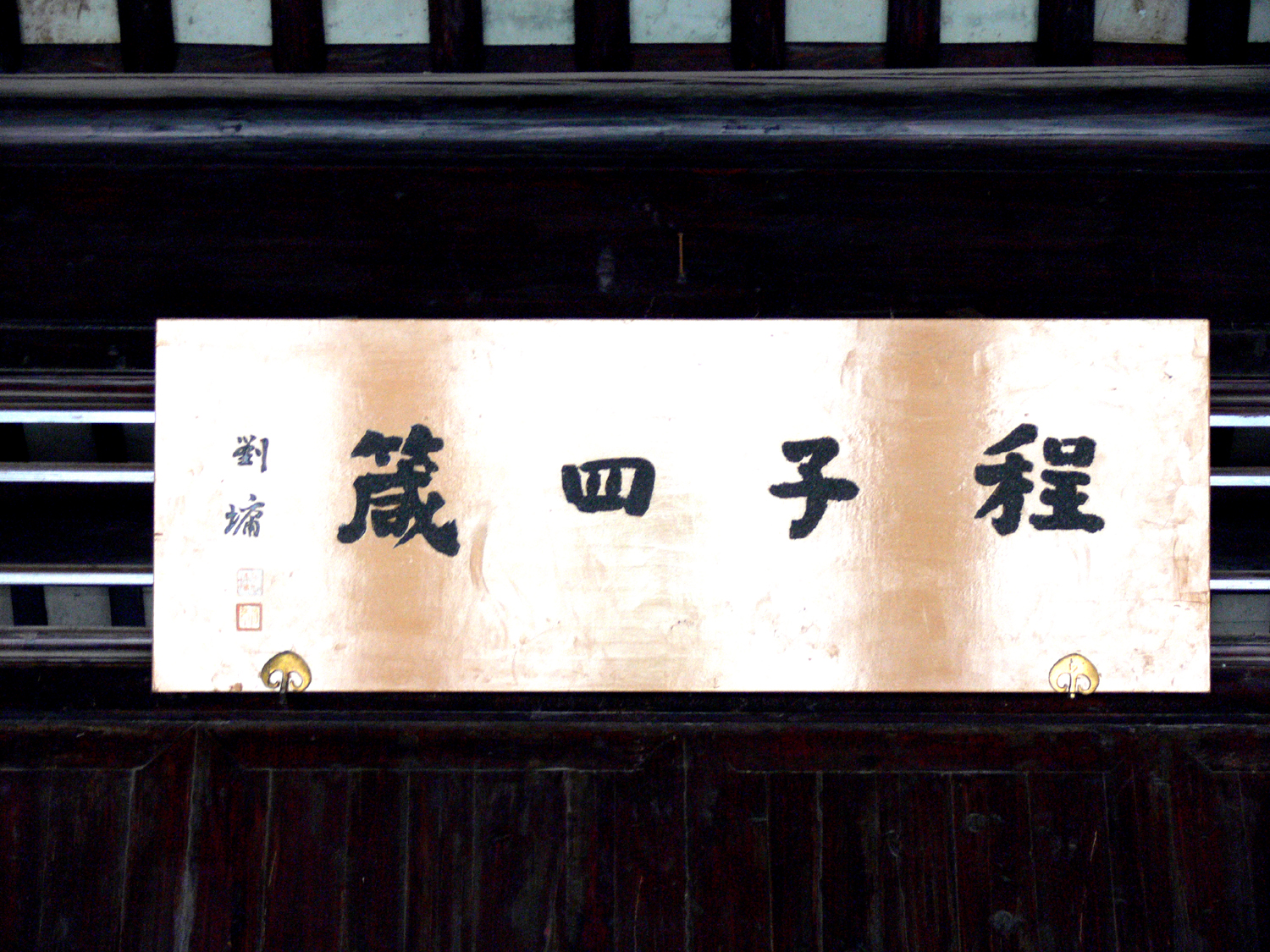
Bốn chữ Trình tử tứ châm do Lưu Dung viết treo tại một hành cung của Càn Long

Lưu Dung (phồn thể: 劉墉, giản thể: 刘墉, bính âm: Liú Yōng, 1719 - 1805), tự là Sùng Như (崇如), hiệu là Thạch Am (石庵), là một vị quan đại thần thời nhà Thanh, trong lịch sử Trung Quốc. Ông còn được dân gian ca tụng là Tể tướng Lưu gù hay Lưu gù, dù nhà Thanh không có chức quan Tể tướng. Ông nổi tiếng là vị quan chính trực, liêm khiết, yêu nước thương dân, được trọng dụng tới chức quân cơ đại thần dưới thời Càn Long, đối nghịch hẳn với Hoà Thân, một đại tham quan sống cùng thời với ông.
Ông sinh vào năm Khang Hi thứ 58 (1719), mất năm Gia Khánh thứ 10 (1805), sống qua 4 đời Hoàng đế nhà Thanh, gồm Khang Hi, Ung Chính, Càn Long và Gia Khánh.

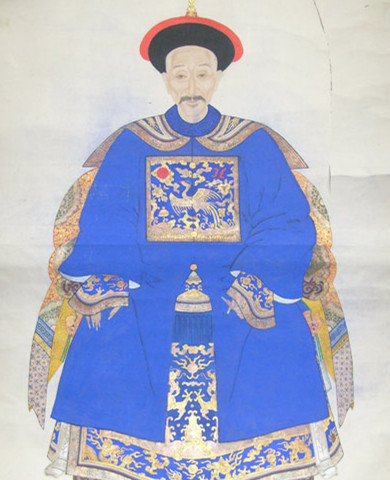
Chân dung vẽ Lưu Dung

## Thân thế

### Tiểu sử
Lưu Dung sinh năm 1719, quê ở thôn Bàng Qua Trang, trấn Chú Câu, nay là thành phố cấp huyện Cao Mật, Sơn Đông, Trung Quốc. Ông là con trai của Quân cơ đại thần Lưu Thống Huân, chức vụ tương đương với Tể tướng thời xưa. Tương truyền, ông có một cái bướu ở lưng. Vì thế, dân gian gọi ông Lưu La Oa.
Không chỉ là một nhà chính trị, ông còn là một nhà thư pháp nổi tiếng. Vì thế mà Càn Long bấy giờ yêu mến, trọng dụng và thường hay bỏ qua nhiều lỗi lầm của ông. Khi Lưu Dung làm thông phán tại Ký Ninh, một thuộc hạ của ông đã sử dụng quốc khố làm việc tư. Tên thuộc hạ cấp dưới đó phạm tội chết, theo luật pháp thời đó thì Lưu Dung là cấp trên cũng phải bị liên lụy. Lưu Dung có thể sẽ bị cách chức và bị tra tấn bằng cực hình. Thế nhưng Càn Long vì mến mộ tài năng ông nên đã hạ chiếu khai ân, chỉ đày Lưu Dung ra biên cương để chuộc tội. Tới năm thứ hai thì ông được miễn tội, phục chức. Trong thời gian đảm nhận công việc ở Quốc Tử giám, viên quan dưới quyền ông bị kiện vì tội nhận hối lộ của thí sinh. Nhưng lại một lần nữa, cái lọng của Hoàng đế đã giúp ông thoát chết, chỉ bị giáng chức, không truy cứu thêm. Nhiều lần, Hòa Thân làm khó Lưu Dung nhưng vua Càn Long luôn dang tay che chở ông được bình an vô sự. Hòa Thân vì chuyện này mà rất ấm ức nhưng cũng không thể làm gì được ông.
Lưu Dung là người rất có danh vọng trong lòng dân chúng thời đó, được mọi người kiêng nể. Vua Càn Long, vì sự yên ổn của Đại Thanh, cũng không thể dễ dàng chém đầu một viên quan được hết lời ca tụng là thanh liêm, mẫu mực như vậy. Ông lại còn miễn tội, giảm án cho Lưu Dung cũng là cách để gây dựng tiếng tăm, củng cố quyền lực của Hoàng đế.
Những năm cuối đời, ông được nhận được sự tín nhiệm rất lớn  của Thái tử Vĩnh Diễm. Ông được tấn phong làm Thái tử thái bảo, tức thầy của Thái tử. Khi Vĩnh Diễm lên ngôi, tức Gia Khánh Đế, Lưu Dung nghiễm nhiên trở thành sủng thần số một trong triều. Đối lập với ông, Hòa Thân từng là sủng thần trong triều thời Càn Long, nay bị Gia Khánh ban chết.
Lưu Dung mất năm 1805, thọ 86 tuổi. Như vậy, ông đã có hơn 50 năm làm quan trong cả hai thời Càn Long và Gia Khánh.

### Lưu truyền dân gian
Việc Lưu Dung bị gù, không phải là bị tật bẩm sinh mà đến năm 40 tuổi ông mới bị gù. Và chính Kỷ Hiểu Lam đã đặt cho ông biệt hiệu là Lưu La Oa Tử, nghĩa Ông Lưu lưng gù.
Mặc dù được dân gian gọi là Tể tướng Lưu gù, nhưng thực ra đây chỉ là cách gọi mang hàm ý ca ngợi tài đức của ông, còn thực tế thì nhà Thanh không đặt ra chức Tể tướng nên hiển nhiên Lưu Dung không có chức vị như vậy. Chức Tể tướng ở các tiền triều Trung Quốc có phần nào đó tương đương với chức Quân cơ đại thần ở nhà Thanh.

## Làm quan

### Càn Long
Năm Càn Long thứ 16 (1751), ông đỗ Nhị giáp đệ nhị danh Tiến sĩ, làm Thứ cát sĩ Hàn lâm viện, bổ nhiệm Biên tu Tản quán, sau đó làm Thị giảng.
Năm Càn Long thứ 20 (1755), Lưu Thống Huân bị hoạch tội, Lưu Dung bị bãi quan bắt giam. Ngay sau đó, vụ án được giải quyết, ông lại làm Biên tu, sau đó làm Học chính An Huy. Trong thời gian này ông quản lý cống sinh, giám sinh tuyển chọn người tài tại địa phương.
Năm Càn Long thứ 24 (1759), ông làm Học chính Giang Tô, trong thời gian này ông dâng sớ xin bắt các huyện lại các phủ huyện, lười nhác dong chơi phải sát hạch vào qui củ.
Năm Càn Long thứ 27 (1762), ông được bổ nhiệm làm Tri phủ Thái Nguyên tỉnh Sơn Tây. Sau đó vì để liêu thuộc ở phủ làm bậy, ông bị bắt sung quân làm lính canh quân đài. Sau một năm lệnh giáng chức được thu hồi, ông được bổ nhiệm vào Tu thư xử. Không lâu sau đó, nhờ ân trạch của cha ông được bổ nhiệm làm Tri phủ Giang Ninh tỉnh Giang Tô.
Năm Càn Long thứ 37 (1772), ông được bổ nhiệm làm Án sát sứ Thiểm Tây. Năm sau, cha ông qua đời, ông xin từ quan về quê chịu tang.
Năm Càn Long thứ 41 (1776), sau thời gian chịu tang kết thúc, ông được bổ nhiệm làm Nội các Học sĩ tại Nam Thư phòng. Sau đó làm Học chính Giang Tô.
Năm Càn Long thứ 43 (1778), ông được bổ nhiệm về Giang Tô với nhiệm vụ chính dạy học trong huyện Đông Đài, Như Cao. Năm Càn Long thứ 45 (1780), ông được bổ nhiệm làm Tuần phủ Hồ Nam. Trong thời gian ông đảm nhiệm, ông đã xử lý nhiều vụ án sau đó được làm Tả đô Ngự sử tại Nam Thư phòng đồng thời kiêm Quản lý Quốc Tử giám.
Năm Càn Long thứ 47 (1782), vâng mệnh Hoàng đế Càn Long, ông và Hòa Thân cùng Tiền Phong thanh tra Tuần phủ Sơn Đông là Quốc Thái tham ô. Quốc Thái hối lộ ông và Tiền Phong nhiều lần nhưng đều bị khước từ. Phát hiện nhiều sai phạm tham ô, Quốc Thái bị xử tử. Sau vụ án, Càn Long bổ nhiệm ông làm Thượng thư Bộ Công, trực tại Thượng Thư phòng.
Năm Càn Long thứ 48 (1783), ông được bổ nhiệm làm Trực Lệ Tổng đốc, sau đó phong làm Hiệp biện Đại học sĩ. Năm Càn Long 54 (1789), do các thầy dạy Hoàng tử xao nhãng chức trách, ông là người cai quản chung, ông bị giáng làm Thị lang. Một thời gian sau ông được phong làm Nội các Học sĩ, sau đó là Học chính Thuận thiên, Tả Thị lang Bộ Lễ, Tả đô Ngự sử Đô Sát viện.
Năm Càn Long thứ 56 (1791), ông được bổ nhiệm làm Thượng thư Bộ Lễ, sau đó là Thượng thư Bộ Lại.

### Thời Gia Khánh
Năm Gia Khánh thứ 2 (1797), ông được phong làm Thể Nhân các Đại học sĩ.
Năm Gia Khánh thứ 4 (1799), ông được phong Thái tử Thiếu bảo, ông được Gia Khánh Đế chỉ định xử lý vụ án của Văn Hoa điện Đại học sĩ Hòa Thân. Sau khi kiểm tra phát hiện Hòa Thân tham ô 20 tội, xử chém đầu Hoà Thân.
Năm Gia Khánh thứ 6 (1801), ông được bổ nhiệm làm Chính Tổng tài Hội Điển quán.
Năm Gia Khánh thứ 7 (1802), Gia Khánh Đế yêu cầu ông ở lại Bắc Kinh để chủ trì chính sự. Khi đó ông đã hơn 80 tuổi.

## Trong nghệ thuật
- Kinh kịch có vở Tể tướng Lưu La Oa. Điện ảnh có bộ phim Tể tướng Lưu gù, Lưu La Oa xử án truyền kỳ, Tiểu tử Lưu gù, v.v...

## Mộ phần
Năm 1958, lăng mộ của Lưu Dung được phát hiện tại thành phố Cao Mật, khi khai quật lên, người ta thấy hài cốt của ông vẫn còn nguyên vẹn sau hơn trăm năm nằm dưới lòng đất. Hộp sọ của ông khá lớn, và bắp chân dài khoảng 75 cm, ước tính chiều cao của ông là 1,9 mét, một chiều cao đáng kinh ngạc cho thời đại của mình. Phát hiện này khiến các nhà sử học phải kinh ngạc, họ suy luận rằng cái tên "Lưu Gù" có thể bắt nguồn từ việc ông phải cúi người thấp để tỏ lòng kính trọng khi gặp vua Càn Long và Gia Khánh, hai vị vua có chiều cao khoảng 1,7 mét. Tuy nhiên, cũng có khả năng ông bị gù lưng khi về già do thói quen thường xuyên cúi người.